# Werner Günthör
Werner Günthör, né le 1er juin 1961 à Uttwil dans le canton de Thurgovie, est un athlète suisse spécialiste du lancer du poids, triple champion du monde de la discipline de 1987 à 1993. Il est le seul athlète suisse avec André Bucher à avoir remporté un titre mondial ou olympique.

## Carrière
En 1987, il établit le record du monde en salle avec un lancer à 22,26 mètres. Le 23 août 1988 à Berne, il lance le poids à 22,75 mètres, soit la 5e performance mondiale de tous les temps.
Son entraîneur était Jean-Pierre Egger, lui-même un spécialiste renommé dans cette discipline.
Le titre de Sportif suisse de l'année lui a été décerné à trois reprises, deux fois consécutivement en 1986 et 1987, puis en 1991.

## Palmarès
| Année | Compétition                    | Lieu         | Résultat | Marque  |
| ----- | ------------------------------ | ------------ | -------- | ------- |
| 1984  | Championnats d'Europe en salle | Göteborg     | 2e       | 20,34 m |
| 1984  | Jeux olympiques                | Los Angeles  | 5e       | 20,28 m |
| 1985  | Championnats d'Europe en salle | Athènes      | 3e       | 21,23 m |
| 1986  | Championnats d'Europe en salle | Madrid       | 1er      | 21,51 m |
| 1986  | Championnats d'Europe          | Stuttgart    | 1er      | 22,22 m |
| 1987  | Championnats d'Europe en salle | Liévin       | 2e       | 21,53 m |
| 1987  | Championnats du monde en salle | Indianapolis | 2e       | 21,61 m |
| 1987  | Championnats du monde          | Rome         | 1er      | 22,23 m |
| 1988  | Jeux olympiques                | Séoul        | 3e       | 21,99 m |
| 1989  | Coupe du monde des nations     | Barcelone    | 2e       | 21,40 m |
| 1991  | Championnats du monde en salle | Séville      | 1er      | 21,17 m |
| 1991  | Championnats du monde          | Tokyo        | 1er      | 21,67 m |
| 1992  | Jeux olympiques                | Barcelone    | 4e       | 20,91 m |
| 1992  | Coupe du monde des nations     | La Havane    | 3e       | 19,75 m |
| 1993  | Championnats du monde          | Stuttgart    | 1er      | 21,97 m |